# Cemal Reşit Rey
Cemal Reşit Rey (dʒeˈmaɫ ɾeˈʃit ɾej), né le 25 octobre 1904 à Jérusalem (Empire ottoman) et mort le 7 octobre 1985 à Istanbul (Turquie), est un compositeur, pianiste, scénariste et chef d'orchestre turc. Il est connu pour sa série d'opérettes en turc dont les livrets ont été écrits par son frère Ekrem Reşit Rey (1900-1959).
Il fait partie des Cinq Turcs, un groupe de pionniers de la musique classique en Turquie de la première moitié du XXe siècle.
La salle de concert Cemal Reşit Rey Konser Salonu (tr) à Istanbul porte son nom.

## Œuvres
Opérettes :
- Lüküs Hayat
- Deli Dolu [2]